# Juan Brunet
Juan Ignacio Brunet Bordin, más conocido como Juan Brunet, (Maipú, 24 de enero de 1998) es un futbolista argentino que juega de centrocampista en el U. S. Sestri Levante 1919 de la Serie C italiana.
Su posición habitual es la de volante defensivo, pudiendo actuar también como central.

## Carrera deportiva
Brunet comenzó su carrera deportiva en el Polvorín F. C., filial del C. D. Lugo, en Tercera División.
En 2020 fichó por el Granada C. F., siendo asignado a su filial, el Recreativo Granada, que se encontraba en Segunda División B.
El 8 de noviembre de 2020 debutó como profesional, con el Granada, en un partido de Primera División frente a la Real Sociedad.

## Clubes
| Club                      | País   | Año       |
| ------------------------- | ------ | --------- |
| Polvorín F. C.            | España | 2018-2020 |
| Recreativo Granada        | España | 2020-2021 |
| Granada C. F.             | España | 2020-2021 |
| Bergantiños F. C.         | España | 2021-2023 |
| U. S. Sestri Levante 1919 | Italia | 2024-     |